# Mauro Arbiza
Mauro Arbiza Fernández (Montevideo, 21 de septiembre de 1968) es un artista visual uruguayo. Vive en Paso de los Toros, departamento de Tacuarembó, donde se encuentra su estudio y su taller.

## Biografía
En sus comienzos, (de forma autodidacta), incursiona en área de la pintura. En 2004 viaja a Miami, donde conoce al escultor  cubano-estadounidense Manuel Carbonell, quien al ver su pintura lo invita a ser su discípulo. En 2006 vuelve a Miami para comenzar sus estudios como discípulo de Carbonell. En esta etapa comienza desarrollando una línea muy cercana a la de su maestro, pero a poco tiempo descubre su línea personal con la obra VotreBateau, y logra que esa línea sea la identifique su obra hasta la actualidad. 
En 2000 publica su libro Interrealismo,  el cual contribuye al análisis interior de la obra de arte y del artista desde un punto de vista energético-espiritual. En 2013 el libro fue reeditado por la Editorial Zadkiel. En 2007 funda en Paso de los Toros, el movimiento interrealista. Desde el punto de vista plástico, Arbiza busca la armonía perfecta entre el volumen y la línea con formas puras. Hasta ese momento el soporte de su obra es fibra de vidrio, materiales que permiten que estas obras sean flotantes y aéreas. También trabaja, aunque en menor proporción, en bronce y madera. 
A partir de 2014 comienza a realizar toda su obra con fibra de carbono (material  ultra  resistente), utilizado en las carrocerías de los Fórmula 1, de los Boeing, etc. Arbiza ha desarrollado un novedoso proyecto escultórico denominado «Floating Sculptures» (escultura flotante) consistente en una serie de esculturas realizadas en fibra de vidrio y terminadas en pintura para barco cuya principal característica es que su soporte es el agua. En los últimos años ha realizado numerosas exposiciones internacionales en Canadá, China, España, Estados Unidos, Portugal, Corea del Sur, República Dominicana, Uruguay y Puerto Rico. Además, tiene la particularidad de realizar Workshops tallando en vivo. Su interés es que la gente vea cómo a partir de un bloque surge la obra.